# Saint-Laurent-du-Tencement
Saint-Laurent-du-Tencement ist eine französische Gemeinde mit 66 Einwohnern (Stand: 1. Januar 2022) im Département Eure in der Region Normandie (vor 2016 Haute-Normandie); sie gehört zum Arrondissement Bernay und zum Kanton Breteuil. Die Einwohner werden Laurentins genannt. 

## Geographie
Saint-Laurent-du-Tencement liegt etwa 25 Kilometer südsüdwestlich von Bernay. Umgeben wird Saint-Laurent-du-Tencement von den Nachbargemeinden Saint-Denis-d’Augerons im Norden, Notre-Dame-du-Hamel im Osten, La Ferté-en-Ouche im Süden sowie Verneusses im Westen.

## Bevölkerungsentwicklung
| Jahr                      | 1962 | 1968 | 1975 | 1982 | 1990 | 1999 | 2006 | 2013 |
| Einwohner                 | 58   | 49   | 50   | 38   | 34   | 49   | 50   | 51   |
| Quelle: Cassini und INSEE |      |      |      |      |      |      |      |      |

## Sehenswürdigkeiten
- Kirche Saint-Laurent